# Felix Dvorak
Felix Dvorak (Viena, 4 de novembre de 1936) és un actor, artista de cabaret, director i escriptor austríac.

## Biografia
Descendent directe del compositor txec Antonín Dvořák, va començar com a aprenent de pastisser a petició del seu pare. Després va debutar com a actor i el 1961 va substituir Helmut Qualtinger a l'espectacle de cabaret de Gerhard Bronner, i en 1962 a Fritz Riha al "Wiener Werkel". A continuació, van aparèixer a gairebé totes les Wiener Bühnen, cosa que va fer que Dvorak fos conegut per la multitud. Va tocar peces de Franz Molnár, Johann Nestroy, Ferdinand Raimund, Molière, al musical My Fair Lady i a l'opereta Die Fledermaus.
Dvorak va debutar al Teatre de Viena amb la presentació de k.u.k. Scharfrichters Josef Lang al Theater in der Josefstadt. Per a la televisió, Dvorak va actuar com a actor, com a autor i com a presentador de nombrosos programes d'entreteniment (com Cabaret-Cabaret, Österreich hat immer Saison, Tritsch-Tratsch i Wer A sagt). Sobretot són famoses les seves paròdies de discurs. Va ser convidat arreu del món, inclòs al Crazy Horse de París i al MGM Grand Hotel de Las Vegas.
La seva producció televisiva Flohmarkt Company, que va coescriure i dirigir amb Peter Lodynski, va rebre al Festival de la televisió de Montreux la Rose d'Or, el Premi Chaplin i el Prix de la Presse. El programa de televisió satíric Mad in Austria, que va escriure ell mateix (dirigit per Herbert Grunsky) i en el que també va ser l'actor principal actor, va obtenir la Rose de Bronze de Montreux i el Premi Chaplin i també va ser nominat a l'Emmy al millor programa estranger. Per l'audiència televisiva alemanya Dvorak és conegut principalment com a parella d'Eddi Arent a la sèrie d'esquetxs de l'ARD Es ist angerichtet (emesa per primera vegada el 1983).
Del 1989 al 2010, Felix Dvorak va ser director artístic del Stadttheater Berndorf, del Stadttheater Mödling durant dotze anys i del Festival Schloss Weitra, del 2006 al 2011. Com a dramaturg va escriure diversos llibres (entre ells Humor kennt keine Grenzen i Küss die Hand, Herr Hofrat). El 2006 es va fer la dotzena edició completa en tres volums de les seves obres de teatre, que es va ampliar el 2009 amb el quart volum.
A la tardor de 2010, Amalthea va publicar el seu best-seller Sternstunden des Humors i amb motiu del seu 75è aniversari es va presentar la seva autobiografia Überlebenslauf, publicada a la mateixa editorial. A finals de juliol de 2013, va arribar de nou a l'editorial Amalthea Wer zuerst lacht, lacht am längsten (Qui riu primer, riu més temps) i l'octubre de 2015 va sortir al mercat A Hetz und a Gaudi. A més, hi ha infinitat d'enregistraments i vídeos de i amb Dvorak.
Félix Dvorak està casat amb la seva dona Elisabeth des de 1961. Tenen dues filles. Daniela Karmela està casada amb el periodista i autor de best-sellers Georg Markus i té dos fills, Mathias i Moritz. L'altra, Katja Tatjana Löwy, està casada amb l'arquitecte paisatgista Thomas Löwy i té un fill, Simon i una filla, Leonie.

## Filmografia
- 1968: 69 Liebesspiele
- 1968: Immer Ärger mit den Paukern
- 1970: Unsere Pauker gehen in die Luft
- 1971: Hochwürden drückt ein Auge zu
- 1974: Einen Jux will er sich machen – director: Karl Paryla
- 1978: Himmel, Scheich und Wolkenbruch

## Escenografia
- Boccaccio (nova versió de l'opereta per a Wiener Volksoper)
- Luftgeschäfte
- Moral (comèdia)
- Techtelmechtel (comèdia)
- Wie du mir, so ich dir (comèdia)
- Eine feine Familie (peça popular)
- Halali
- So ein Theater (comèdia)
- Kirchfeld (peça popular)
- Die Kinder (comèdia)
- Charleys Tante

## Llibres
- … über Dicke. Ab- und Zunehmen. Lucerna, Frankfurt am Main 1979.
- Humor kennt keine Grenzen I.
- Humor kennt keine Grenzen II.
- Küss die Hand, Herr Hofrat und andere Satiren aus Österreich. Viena 1989.
- Felix Dvoraks Witzekiste. Viena, Múnic, Zuric 1993.
- Dworschak heißt man nicht. Eine österreichische Familienchronik. St. Pölten, Viena 1994.
- Stadttheater Berndorf: Das hundertjährige Wunder. Viena 1998.
- Theaterstücke I. Viena 2006.
- Theaterstücke II. Viena 2006.
- Theaterstücke III. Viena 2006.
- Theaterstücke IV. Viena 2009.
- Sternstunden des Humors. Viena 2010.
- Überlebenslauf. Viena 2011.
- Wer zuerst lacht, lacht am längsten. Viena 2013.
- A Hetz und a Gaudi. Viena 2015.